# Raimondo del Balzo di Presenzano
Fra' Raimondo del Balzo di Presenzano (Napoli, 14 gennaio 1898 – Roma, 3 maggio 1969) è stato un presbitero italiano cavaliere e diplomatico dell'Ordine di Malta, di cui fu ambasciatore in Germania, e docente presso la Pontificia Università Gregoriana.

## Biografia
Discendeva dall'antica nobile famiglia del Balzo, era figlio di Gennaro del Balzo dei duchi di Presenzano (1859-1929) e di Maria Giovanna Granito Pignatelli dei principi di Belmonte (1872-1960); suo zio era il cardinale Gennaro Granito Pignatelli di Belmonte.
Nel 1920, dopo gli studi di teologia e di diritto canonico presso la Pontificia Università Gregoriana, fu ordinato sacerdote da papa Benedetto XV e il 5 ottobre 1923 divenne cavaliere di giustizia del Sovrano Militare Ordine di Malta. Nel 1925 divenne segretario del gran maestro del Sovrano Militare Ordine di Malta, fra' Galeazzo von Thun und Hohenstein, ricoprendo successivamente le cariche di intendente e successivamente segretario particolare del gran maestro fra' Pio Franchi de' Cavalieri.
Nel 1934 divenne bibliotecario presso la Biblioteca Vaticana, della quale divenne "scriptor" onorario; nel 1937 pubblicò l'agiografia di san Leonardo di Noblac e l'anno seguente divenne membro onorario della Pontificia accademia delle scienze.
Divenne ambasciatore del Sovrano Militare Ordine di Malta in Germania, dove, sebbene ostacolato dal regime nazista, negoziò l'espatrio di numerosi ebrei e perseguitati politici, assecondato dal nunzio apostolico Cesare Orsenigo. Nel 1942 dovette lasciare la Germania. Successivamente coudiavò il gran maestro Chigi Albani della Rovere nella campagna di aiuti ai paesi del blocco sovietico. Nel 1946 divenne docente di diritto canonico presso la Pontificia Università Gregoriana, divenendo preside della facoltà nel 1961.
Nel 1953 divenne presidente della Fondazione degli ordini cavallereschi italiani e pontifici, in quanto era anche cavaliere dell'Ordine costantiniano di San Giorgio, dell'Ordine equestre del Santo Sepolcro di Gerusalemme, dell'Ordine dei Santi Maurizio e Lazzaro, dell'Ordine di San Gregorio Magno e dell'Ordine di Santo Stefano papa e martire.
Nel 1955 pubblicò la biografia di Goffredo di Buglione (Goffredo di Buglione, o il paladino di Cristo).
Nel 1958 successe al cardinale Nicola Canali quale gran priore di Roma del Sovrano Militare Ordine di Malta, carica che detenne fino al marzo 1968, quando si dimise per ragioni di salute. Fu il primo Gran Priore di Roma da secoli ad essere scelto dagli stessi cavalieri dell'Ordine dopo che per molto tempo la carica era stata assegnata a cardinali, sancendo così anche la separazione del ruolo di gran priore da quello di cardinale patrono del Sovrano Militare Ordine di Malta (cariche già dello zio, cardinale Gennaro Granito Pignatelli di Belmonte).
Morì a Roma il 3 maggio 1969, all'età di settantuno anni e al suo funerale parteciparono tra gli altri il cardinale Eugène Tisserant, il gran maestro del Sovrano Militare Ordine di Malta fra' Angelo de Mojana di Cologna e il principe Ranieri di Borbone-Due Sicilie.